# Johannes-Passion
Die Johannes-Passion ist die Leidensgeschichte Jesu von Nazaret, wie sie das Johannesevangelium in 18,1 −19,42 schildert. Es akzentuiert die Passion als Erhöhung.

## Vertonungen (alphabetisch)
Die Leidensgeschichte Jesu nach Johannes wurde von zahlreichen Komponisten vertont, im Einzelnen:
- Carl Philipp Emanuel Bach: 1772, 1776, 1780, 1784, 1788
- Johann Sebastian Bach: 1724, siehe Johannes-Passion (J. S. Bach)
- Friedrich Nicolaus Bruhns: 1705, früher Reinhard Keiser zugeschrieben
- Joachim a Burck
- William Byrd
- Helmut Degen: Johannes-Passion (1961–1962)
- Christoph Demantius
- Francesco Feo: 1744
- Georg Gebel der Jüngere: 1748
- Lothar Graap
- Sofia Gubaidulina: 2000, in russischer Sprache, siehe Johannes-Passion (Gubaidulina)
- Georg Friedrich Händel: Die Händel zugeschriebene Johannespassion stammt wahrscheinlich von Georg Böhm.
- Gottfried August Homilius
- Orlando di Lasso: 1580
- Leonhard Lechner: 1593
- Arvo Pärt: 1982
- Cipriano de Rore: 1557
- Sven-David Sandström: 2016 (Uraufführung: 19. März 2016, Erfurt)
- Antonius Scandellus
- Alessandro Scarlatti
- Johannes X. Schachtner: 2014, Historien-Kantate Nr. 2 – Passion nach dem Evangelisten Johannes
- Heinrich Schütz: siehe Johannes-Passion (Schütz)
- Wolfgang Seifen
- Thomas Selle
- Siegfried Strohbach: 1974
- Ludger Stühlmeyer: 2014 (Uraufführung: 18. April 2014 in Hof (Saale))
- Georg Philipp Telemann: 1725, 1729, 1733, 1737, 1741, 1745, 1749, 1753, 1757, 1761, 1765
- Andreas Unterguggenberger: 2002/2022
- Max Welcker